# Estación La Floresta
Estación La Floresta  es una localidad uruguaya del departamento de Canelones.

## Ubicación
La localidad se encuentra situada en la zona sur del departamento de Canelones, al este del arroyo Solís Chico, sobre la ruta 35 al norte de su empalme con la ruta Interbalnearia y junto a la antigua línea de ferrocarril Montevideo-Punta del Este. Dista 1.5 km del balneario La Floresta.

## Población
Según el censo de 2023, la localidad contaba con una población de 1 463 habitantes.
| 780           | 737 | 907 | 1128 | 1222 | 1313 | 1 463 |
| (Fuente: INE) |     |     |      |      |      |       |